# L'Hôtesse et Monna Lisa
L'Hôtesse et Monna Lisa est la douzième histoire de la série Natacha de Mittéï, Pierre Seron et François Walthéry. Elle est publiée pour la première fois dans le no 2069 du journal Spirou.

## Résumé

### L'Hôtesse et Monna-Lisa
L'histoire se passe en 1929, en compagnie de la grand-mère de Natacha et du grand-père de Walter. A l'époque Walter, pilote à la B.A.R.D.A.F., teste sa nouvelle moto lorsqu’il est victime d’un accident de la route. Celui-ci provoque une coupure d’électricité, obligeant un avion, piloté par Von Rivindtropp, d’atterrir à l’aveugle. Malheureusement, l’avion percute et détruit la moto. Mais heureusement pour eux, alors que les deux hommes en viennent aux mains, une voiture passe par là. Elle est conduite par Natacha. Elle embarque les deux hommes.
Cette dernière a pour mission d’accompagner le tableau la Joconde. Walter doit piloter le Fokker F.VIII qui la conduira au British Museum de Londres mais l'aventure commence mal. En effet, ils ont pris le mauvais avion qui n'a pas ses réservoirs remplis et ils atterrissent d'urgence dans un champ de betterave. Après des déboire avec un pompiste et le propriétaire du champ, ils reviennent en train vers l'aérodrome de départ.
Repartis avec le bon avion, ils atteignent la mer du Nord puis sont attaqués par deux chasseurs. Malgré les dons de Walter, leur avion finit par être forcé à amerrir. Tandis que Natacha se raccroche à une aile qui s'est détachée, Walter récupère le tableau avant le naufrage de la carlingue. Un hydravion amerrit près deux et un des occupants les menace d'une arme afin d'obtenir le tableau. Mais celui-ci est endommagé par l'eau de mer et Walter le fracasse sur le gangster qui les abandonne. 
Walter et Natacha finissent par être secourus deux jours plus tard par un bateau. Ce qu'ils ne savait pas c'est que le vrai tableau mieux protégé était déjà parti vers Londres. Le chef des gangsters étant le directeur de l'aérodrome dirigeant Walter.
Coïncidence, une cinquantaine d'années plus tard, Natacha et Walter sont sur un 747 qui rapatrie la Joconde qui était exposée au Metropolitan Museum de New-York.

### Natacha et les petits Miquets
Quatre jours après, le vol où opère Natacha et Walter transporte à son bord de nombreux dessinateurs de BD. Ils se rendent dans un festival à Nice mais ils vont apprendre que leur avion va être détourné par un étrange pirate de l'air. Il ordonne au pilote de poser son appareil sur un île au large de la Grèce. C'est Natacha qui va devoir trouver une solution pour les sortir de là. L'occasion pour Walthéry de mettre en scène ses camarades de l'époque : Hubinon, Fournier, Jijé, Will, Mittéï, Franquin, Morris, Deliège, Devos, Berck, Cauvin, Francis, Tillieux, et quelques autres, dont un certain Lampil.

### Documentation
- Alain De Kuyssche, « Natacha : Des petits miquets à l'âge adulte », dans Natacha t. 3 : Voyages à travers le temps, Dupuis, 2009 (ISBN 978-2-8001-4272-2), p. 2-30.
- Henri Filippini, « L'Hôtesse et Mona Lisa », Schtroumpfanzine, no 34,‎ octobre 1979, p. 25.